# Gandovere
Il Gandovere è un torrente della provincia di Brescia che origina alle pendici del Dosso delle Carriole nel comune di Ome per poi esaurirsi all'inizio della Pianura Padana: un ramo origina il torrente Mandolossa che poi sfocia nel fiume Mella.
In provincia di Brescia, nei territori comunali di Azzano Mella e Dello è presente una roggia denominata Vaso Gandovere: origina da una presa sulla roggia Mandolossa, in località Cizzanello di Azzano, e riceve le acque del vaso Troglio, a sua volta originato da un'altra presa sul torrente Mandolossa a Roncadelle. La roggia irriga la campagna di Azzano a nord di Pontegatello e a sud del paese. A meridione di Corticelle Pieve, frazione di Dello, sfocia nella roggia Gambaresca.

## Percorso
Il torrente origina alle pendici sud-orientali del Dosso delle Carriole a circa 680 m s.l.m.. Nella sua discesa verso Ome riceve in sponda sinistra le acque del Rio Fus e del Rio Motta, a loro volta originatesi in territorio di Brione. All'uscita dal territorio comunale, attraversa la gola fra i monti Delma e Colmetto, che chiude la valle a sud, ed entra nel territorio di Rodengo Saiano. Nell'ultimo tratto, il percorso è contiguo a quello della seriola Molinara, che origina a Monticelli Brusati e che scarica le sue acque nel Gandovere solo in caso di piena.
Il Gandovere attraversa quindi il territorio di Rodengo Saiano, separando l'abitato principale da quello della frazione Padergnone, con un percorso serpeggiante. A nord di Castegnato, nei pressi della Sebina Orientale, un partitore separa il torrente in due rami. Quello sinistro raccoglie il 60% della portata del torrente presso il partitore e affianca il lato settentrionale della Sebina Orientale fino alla Mandolossa, dove forma il torrente omonimo assieme alla seriola Canale.
Il ramo destro attraversa la Sebina Orientale e riceve in sponda destra le acque della roggia Laorna (o Livorna), che nasce a Monticelli Brusati e aggira a ovest il Monte Delma. Prosegue in direzione sud lungo alvei artificiali rettilinei che attraversano fondi privati. A Torbole Casaglia riceve in sponda destra due rami della roggia Travagliata. Poco dopo essere uscito dal paese, il Gandovere getta le sue acque nella Quinzanella che nasce poco più a nord da un capofonte rurale.